# エドゥアール・モルティエ
トレヴィゾ公爵エドゥアール・アドルフ・カジミール・ジョゼフ・モルティエ （フランス語: Édouard Adolphe Casimir Joseph Mortier, 1768年2月13日 - 1835年7月28日）は、フランス革命戦争・ナポレオン戦争期の軍人。帝国元帥。七月王政期に首相（在任：1834年 – 1835年）を務めたが、在任中に暗殺された。

## 生涯
1768年2月13日、カトー＝カンブレジで生まれた。1791年に陸軍に入隊した後、フランス革命戦争の1792年と1793年戦役ではフランス北東国境とネーデルラントで戦った。その後、マース川、ライン川方面で戦い、1799年に旅団将軍、ついで同年に師団将軍に昇進した。
1803年のハノーファー選帝侯領侵攻での活躍により、1804年にナポレオン・ボナパルトによりフランス元帥に叙された。1805年のウルム戦役で大陸軍の1軍団を率いてデュルンシュタインの戦いで戦功を挙げ、1806年にはハノーファーやドイツ北西部を転戦、1807年のフリートラント戦役にも参加した。1808年にトレヴィゾ公爵に叙され、直後に半島戦争に参戦してマドリードの再占領に貢献、1809年11月にはオカーニャの戦いに勝利した。
1812年から1813年にかけて皇帝親衛隊の新参親衛隊司令官を務めた後、1814年の第六次対仏大同盟戦争では後衛部隊を率いた。1815年の百日天下において、フランス王ルイ18世が逃亡すると、モルティエはナポレオンの部下に復帰したが、ワーテルローの戦いでは病気により参戦できなかった。
第二次王政復古の後は一時失脚したが、1819年に貴族院議員に復帰、1825年に聖霊勲章を授与された。1830年から1831年まで在ロシアフランス大使を務め、1834年には首相兼陸軍大臣に任命された。しかし、1835年7月28日に国王ルイ・フィリップ1世に同伴して閲兵式に出席しているとき、コルシカ人の革命家、ジュゼッペ・マルコ・フィエスキがタンプル大通り50番地の家に仕掛けた小銃25挺の一斉発射により暗殺された。
1827年1月24日、オーストリアの外交官、アントワーヌ・アポニーが大使館で開いた着任パーティーで彼とトラント公爵ジャック・マクドナル、レッジオ公爵ニコラ・ウディノ、ダルマティア公爵ニコラ＝ジャン・ド・デュ・スールトはメッテルニヒの指示でそれぞれオーストリア、ナポリ王国内の地名に由来する爵位を省略し紹介された。この無礼な振る舞いに彼らは直ちにパーティーを退去、翌日新聞報道されたこの事件はパリ市民の怒りをもたらした。